# گورستان ظهیرالدوله
آرامستان ظهیرالدوله صفاعلی یا آرامستان ظهیرالدوله صفاعلی، گورستان کوچکی بین امام‌زاده قاسم و تجریش در شمال تهران است که علاوه بر علی ظهیرالدوله و محمدتقی (ملک‌الشعرا) بهار، تعداد زیادی از هنرمندان، شاعران و چهره‌های سرشناس ایران از جمله بانو قمرالملوک وزیری، فروغ فرخزاد، ایرج میرزا، رهی معیری، ابوالحسن صبا، روح‌الله خالقی، حسین یاحقی و توفیق جهانبخت در آن مدفونند. به دلایلی نامعلوم و همچین وجود اسرار بسیاری که از مدفونین این آرامگاه بر جای مانده از تجمع در این محل معمولاً جلوگیری می‌شود.
آرامگاه ظهیرالدوله با وسعت ۴۳۰۰ متر در سال ۱۳۷۷ به عنوان یک اثر ملی توسط سازمان میراث فرهنگی به ثبت رسید.

## تاریخچه
وقتی که علی‌خان ظهیرالدوله در روز جمعه ششم تیر ۱۳۰۳ خورشیدی (بیست و چهارم ذیقعده ۱۴۴۲ قمری) در اثر سکته قلبی در باغ خود در جعفرآباد شمیران درگذشت و در جوار باغ خود در قبرستان عمومی که بین تجریش و امام‌زاده قاسم واقع بود، دفن گردید. سابقاً در این محل گورستان کهنه‌ای قرار داشت و بعدها خانقاه ظهیرالدوله (صفاعلی) نیز به همین محل منتقل شده بود. اما پس از دفن ظهیرالدوله، مریدانش، این گورستان قدیمی و خانقاه را «آرامگاه ظهیرالدوله صفاعلی» خواندند.
محل دفن ظهیرالدوله صفاعلی، درست در زیر درختی بود که داغداغان نامیده می‌شد و ظهیرالدوله صفاعلی در طی ایام حیات خود، اغلب در سایه همین درخت می‌نشست. وی قبل از دفن، به وسیله مولوی رشتی که بعدها خود او هم در همین‌جا دفن گردید، تغسیل گردید و انجمن اخوت، این قبرستان عمومی را محصور ساخته و قبرستان (ظهیرالدوله صفاعلی) نامیدند.
از آنجا که ظهیرالدوله صفاعلی مورد قبول اکثر طبقات اجتماعی بود، بسیاری از هنرمندان، سیاست‌مداران و دانشمندان وصیت کردند در این آرامگاه دفن شوند و به همین جهت، متولیان خانقاه و مریدان ظهیرالدوله صفاعلی، از جهت فروش زمین‌های مقبره، عواید سرشاری به دست آوردند.
از سال‌های ۱۳۴۰ به بعد دفن اموات در این مجموعه ممنوع شد و دفن افراد در سال‌های ۴۰ تا ۵۰ با اجازه‌نامه خاص و آن هم به صورت محدود انجام می‌شد. آخرین تدفین در آرامگاه ظهیرالدوله صفاعلی در سال ۱۳۵۸ (سرلشکر علی نشاط) انجام شده‌است.
محوطه آرامگاه ظهیرالدوله پوشیده از درخت‌های سبز و خرم و درهم‌تنیده، و سنگ بیشتر گورها در حال تخریب است. آخرین متولی حفظ و نگهداری این گورستان و خانقاه از سوی انجمن اخوت، درویش رضا بود که پس از درگذشت او در سال ۱۳۶۶، همسرش عهده‌دار این مسئولیت شد.

## مدفونان در ظهیرالدوله
علی ظهیرالدوله در سال ۱۳۰۳ به خاک سپرده شد. ایرج‌میرزا در سال ۱۳۰۴ و درویش‌خان در سال ۱۳۰۵ نخستین هنرمندانی بودند که در این گورستان به خاک سپرده شدند و پس از آن بسیاری از هنرمندان در این مکان به خاک سپرده شدند. فروغ فرخزاد نیز از هنرمندان به نام مدفون در این آرامگاه است.
از افراد برجسته و سرشناسی که در گورستان ظهیرالدوله به خاک سپرده شده‌اند، می‌توان به افراد زیر اشاره کرد:
- مهدی فرخ
- مرتضی محجوبی
- داریوش رفیعی
- رضا محجوبی
- حسین تهرانی
- فروغ فرخزاد
- حبیب سماعی
- درویش خان
- روح‌الله خالقی
- رهی معیری
- حسین یاحقی
- حسین طاهرزاده
- ارتشبد تدین

| نام                | سال درگذشت (خورشیدی) |
| ------------------ | -------------------- |
| ایرج‌میرزا          | ۱۳۰۴                 |
| درویش‌خان           | ۱۳۰۵                 |
| حبیب سماعی         | ۱۳۲۵                 |
| محمدتقی بهار       | ۱۳۳۰                 |
| غلامرضا رشید یاسمی | ۱۳۳۰                 |
| حسین هنگ‌آفرین      | ۱۳۳۱                 |
| رضا محجوبی         | ۱۳۳۳                 |
| حسین طاهرزاده      | ۱۳۳۴                 |
| ابوالحسن صبا       | ۱۳۳۶                 |
| داریوش رفیعی       | ۱۳۳۷                 |
| قمرالملوک وزیری    | ۱۳۳۸                 |
| مرتضی محجوبی       | ۱۳۴۴                 |
| روح‌الله خالقی      | ۱۳۴۴                 |
| احمد نخجوان        | ۱۳۴۵                 |
| فاطمه تقوی شیرازی  | ۱۳۴۵                 |
| فروغ فرخزاد        | ۱۳۴۵                 |
| حسین یاحقی         | ۱۳۴۷                 |
| رهی معیری          | ۱۳۴۷                 |
| سیدحسن تقی‌زاده     | ۱۳۴۸                 |
| کاظم سیاح          | ۱۳۴۹                 |
| حسین تهرانی        | ۱۳۵۲                 |
| فرید خزعل          | ۱۳۵۴                 |
| فضائل تدین         | ۱۳۵۵                 |
| نورعلی برومند      | ۱۳۵۵                 |
| علی نشاط           | ۱۳۵۸                 |

محوطهٔ تاریخی باغ ظهیرالدوله به عنوان گورستان ظهیرالدوله شناخته می‌شود. این در حالی است که پس از شکل‌گیری این گورستان به تدریج در حاشیه این گورستان آرامگاه دیگری نیز شکل گرفته که از گورستان ظهیرالدوله مجزا است. ابوالحسن صبا در این بخش از گورستان دفن شده‌است.

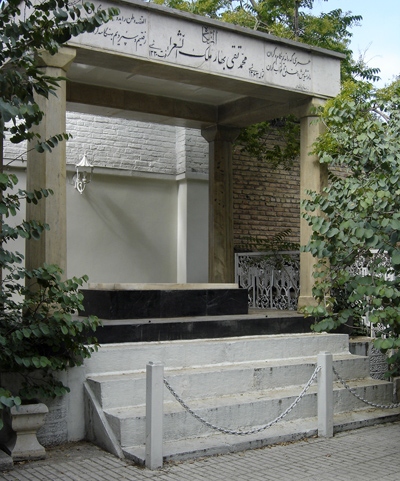
محمدتقی بهار

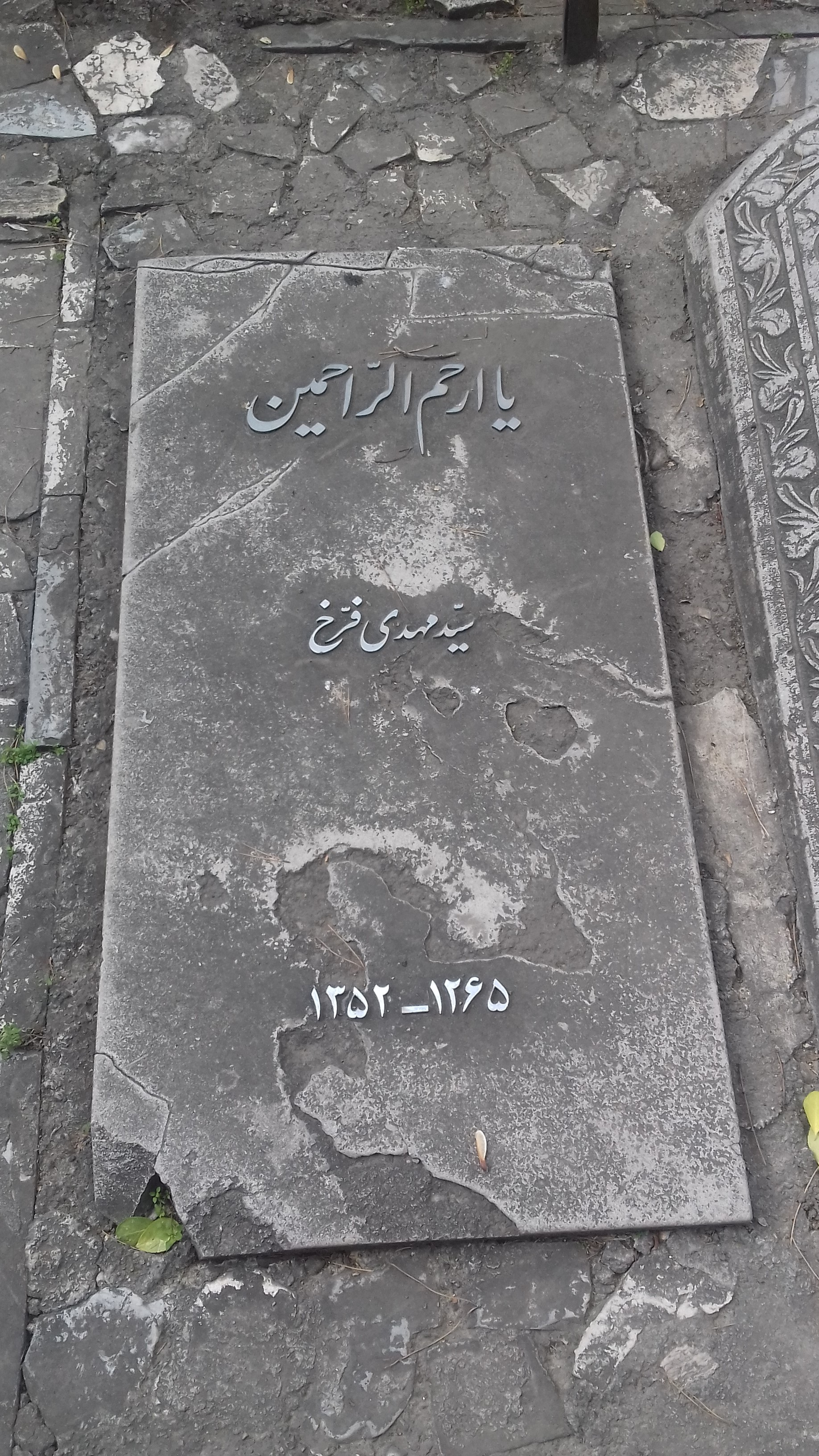
مهدی فرخ
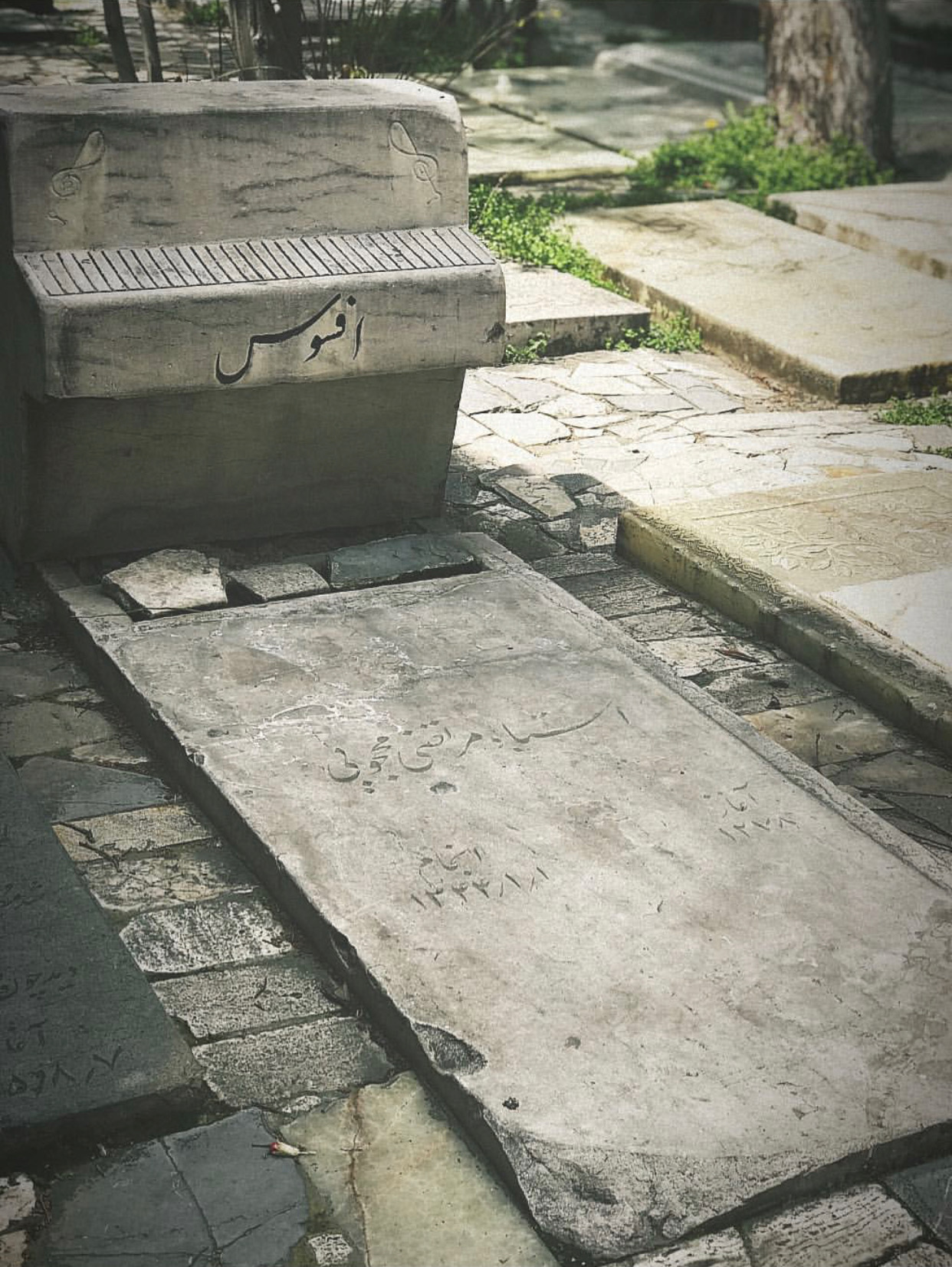
مرتضی محجوبی
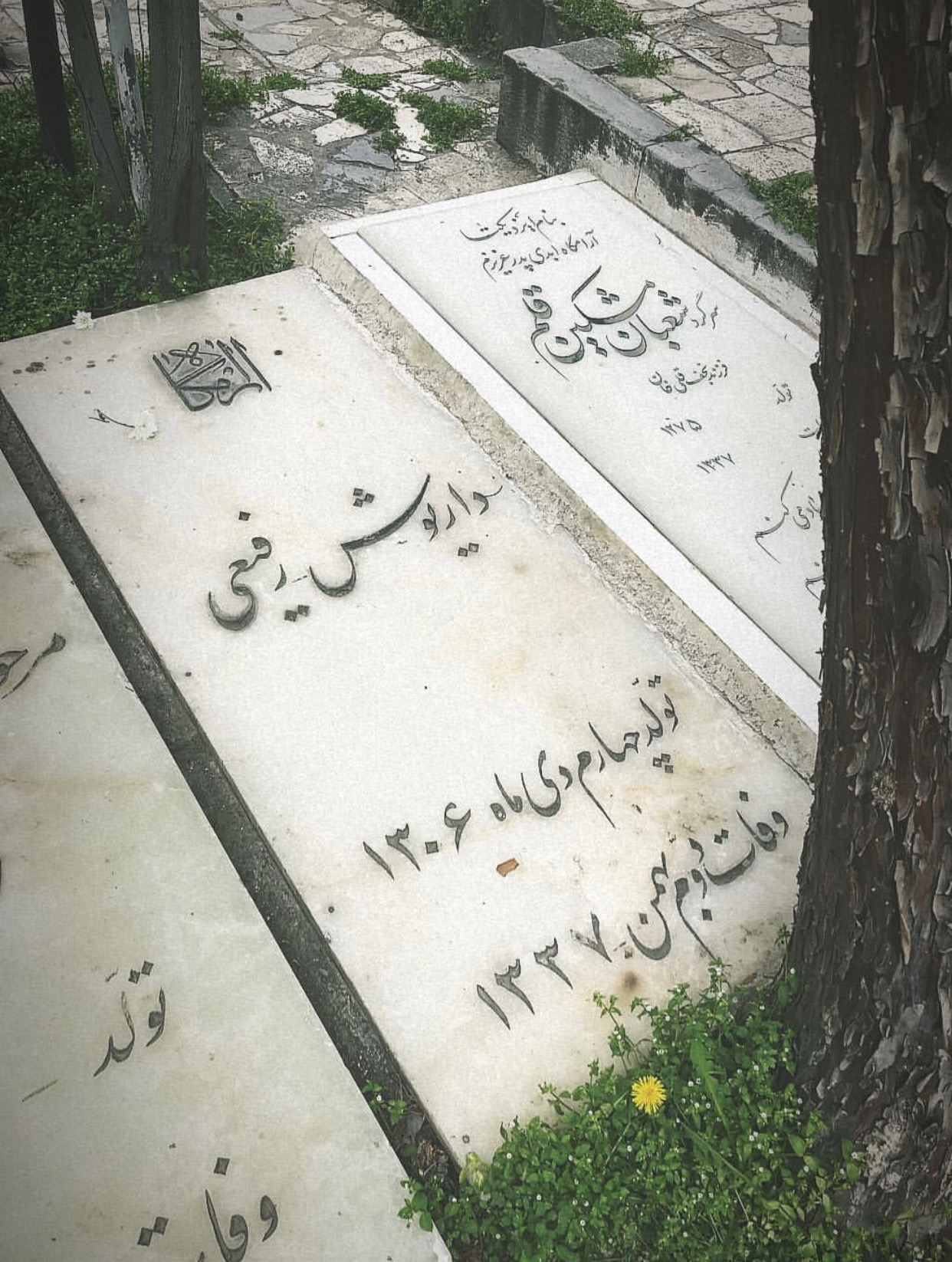
داریوش رفیعی
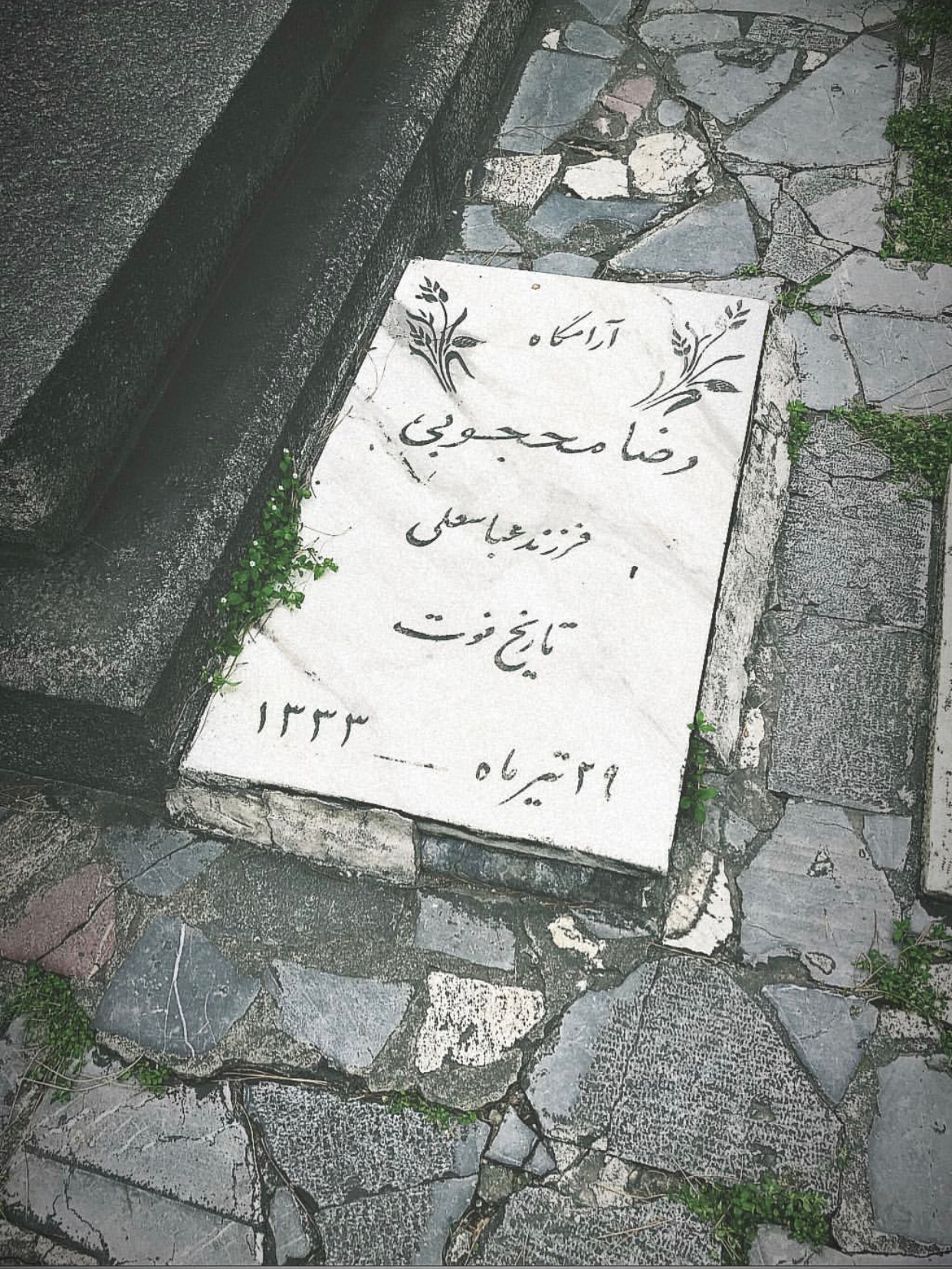
رضا محجوبی
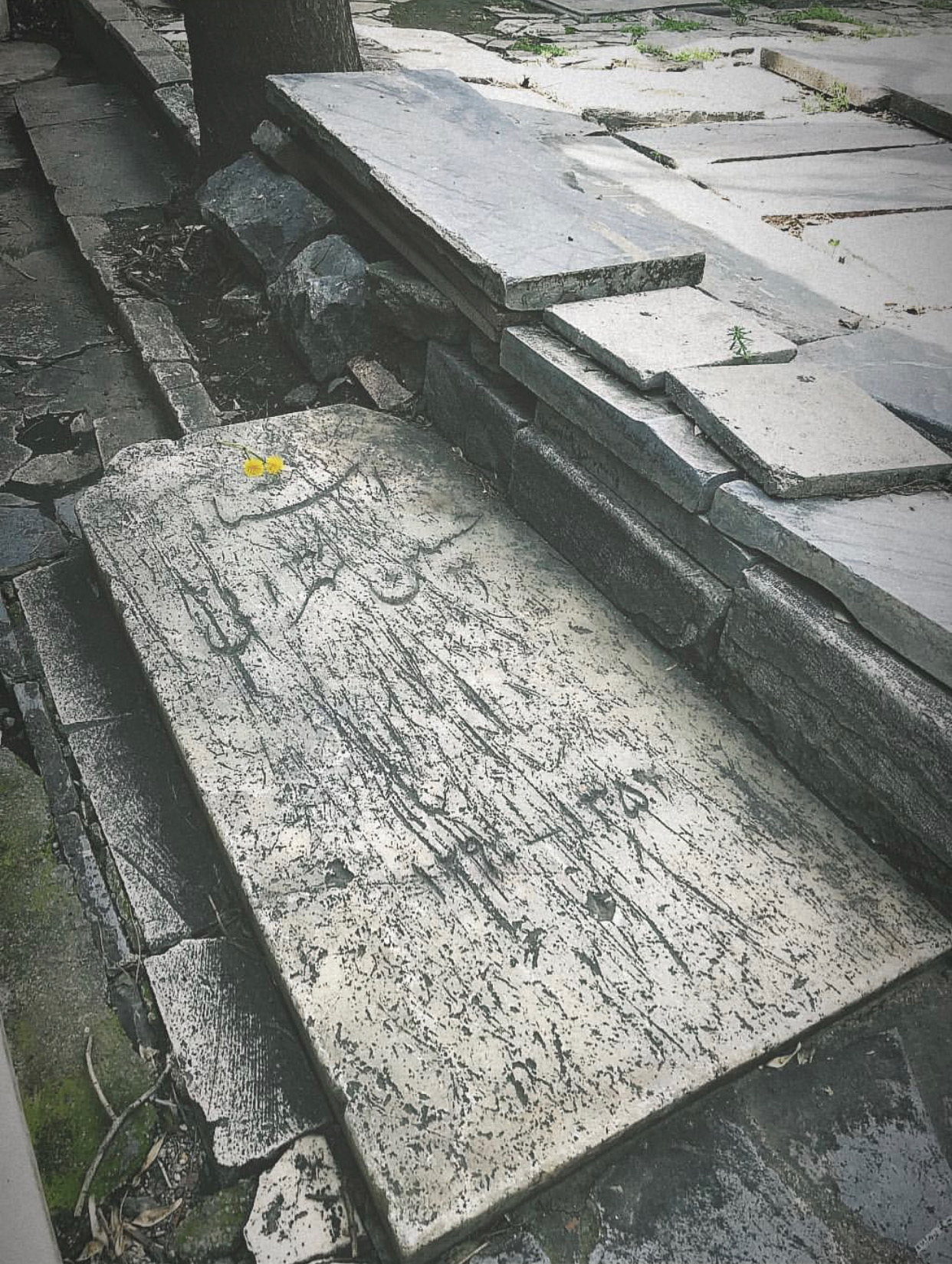
حسین تهرانی
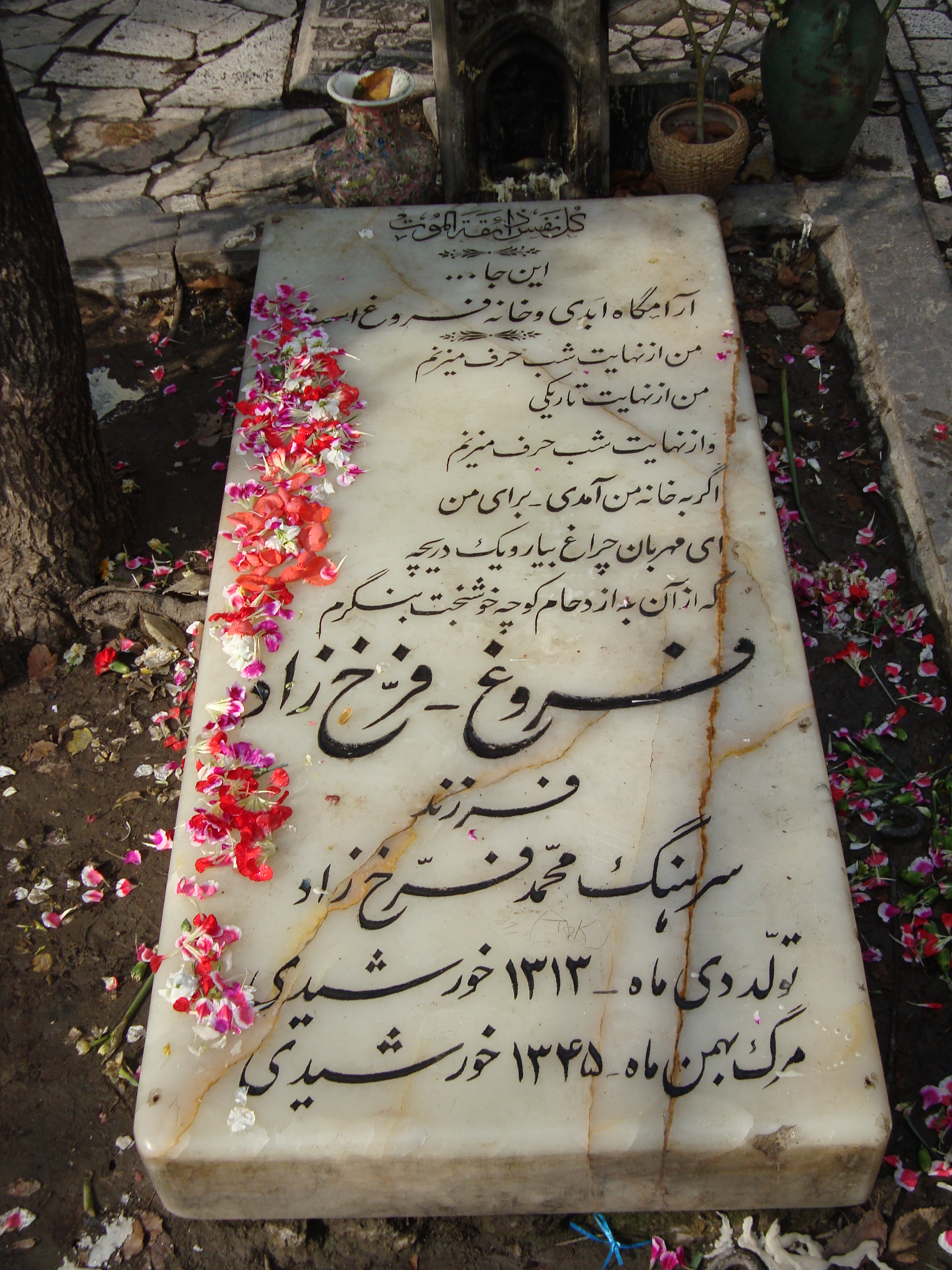
فروغ فرخزاد
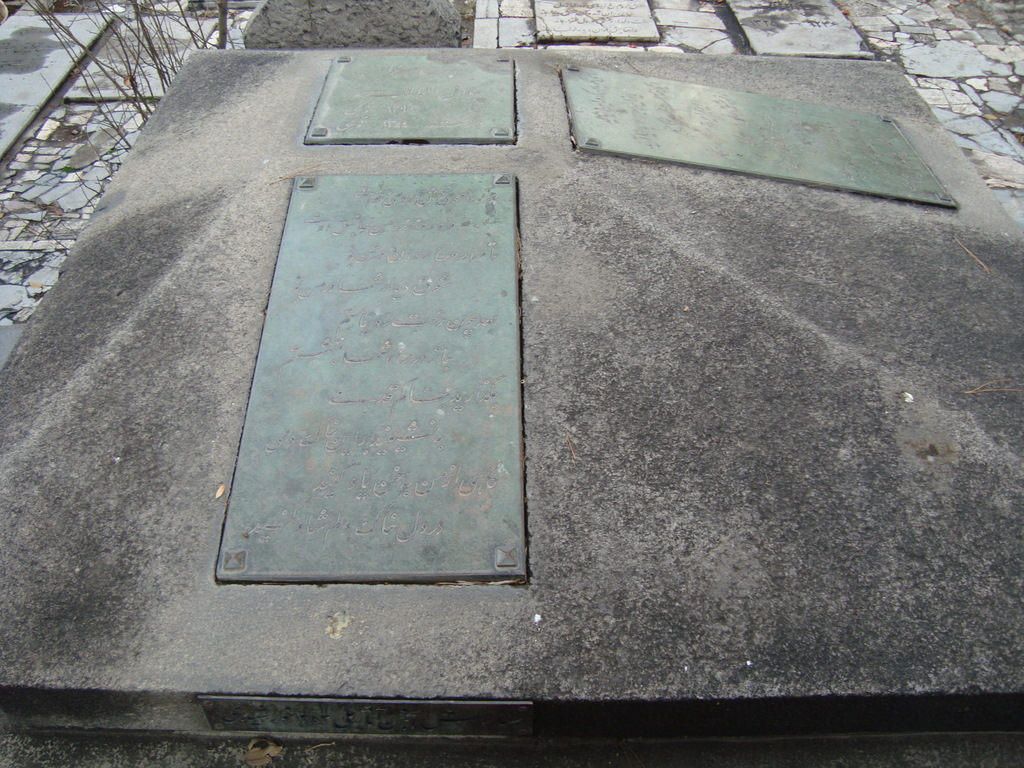
ایرج‌میرزا
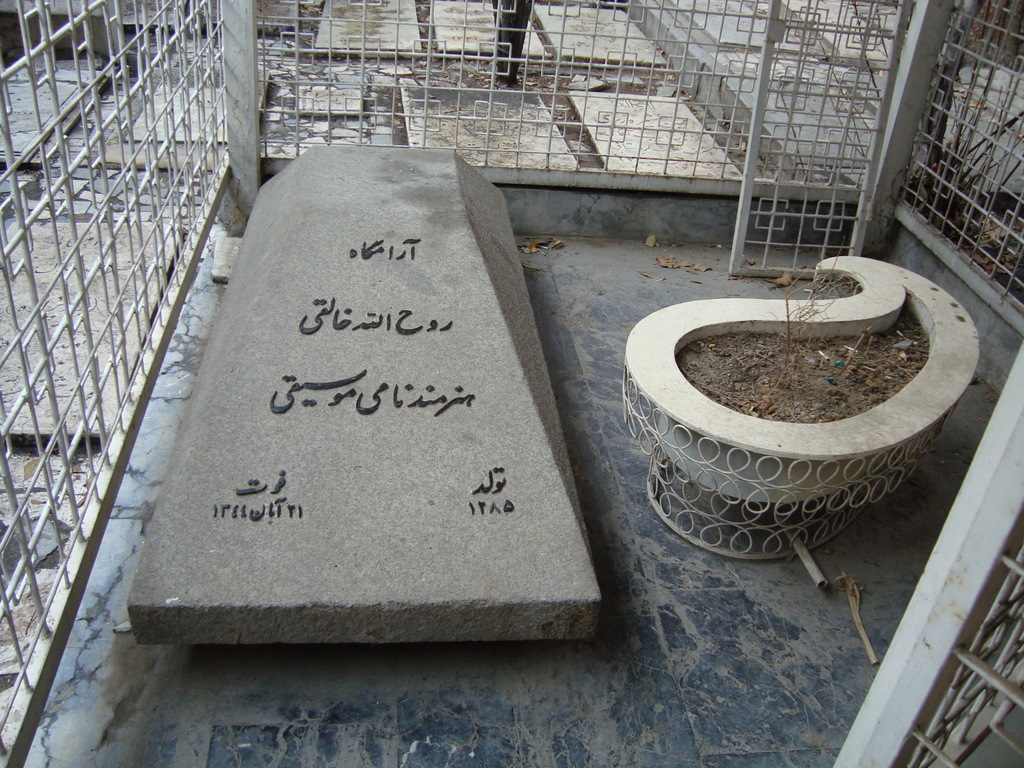
روح‌الله خالقی
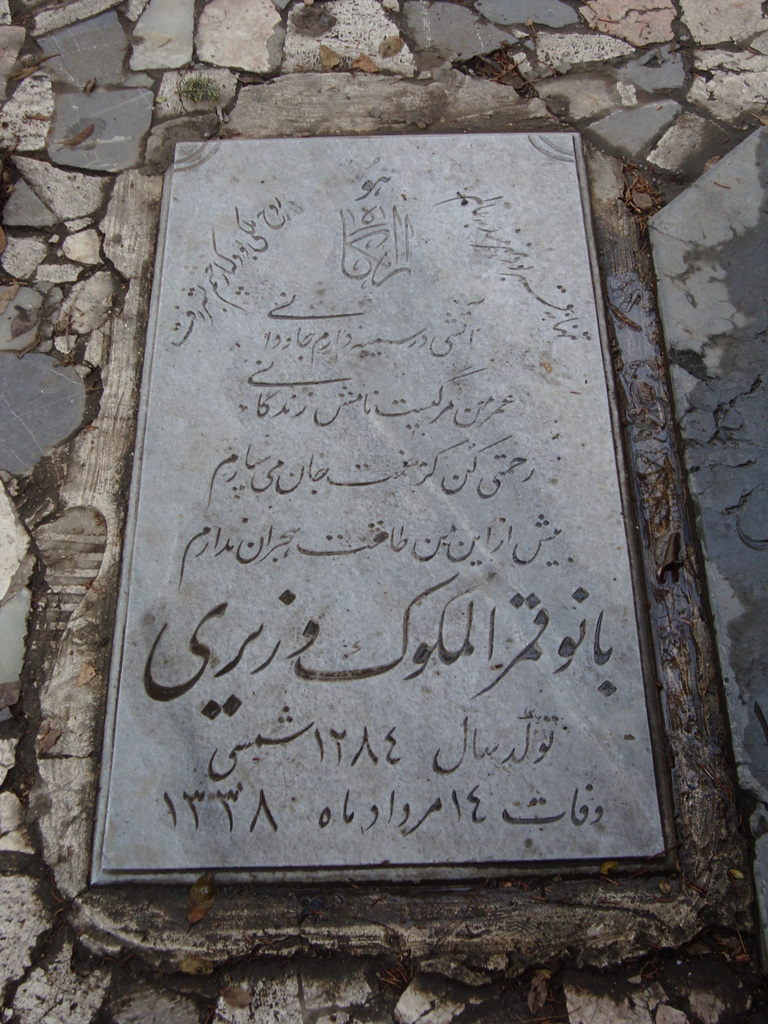
قمرالملوک وزیری
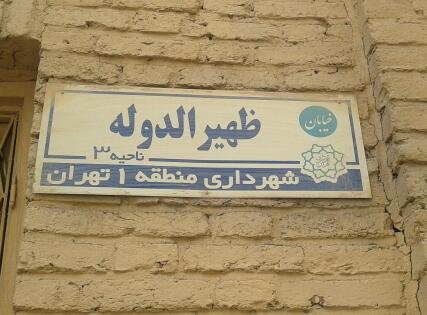
خیابان ظهیرالدوله
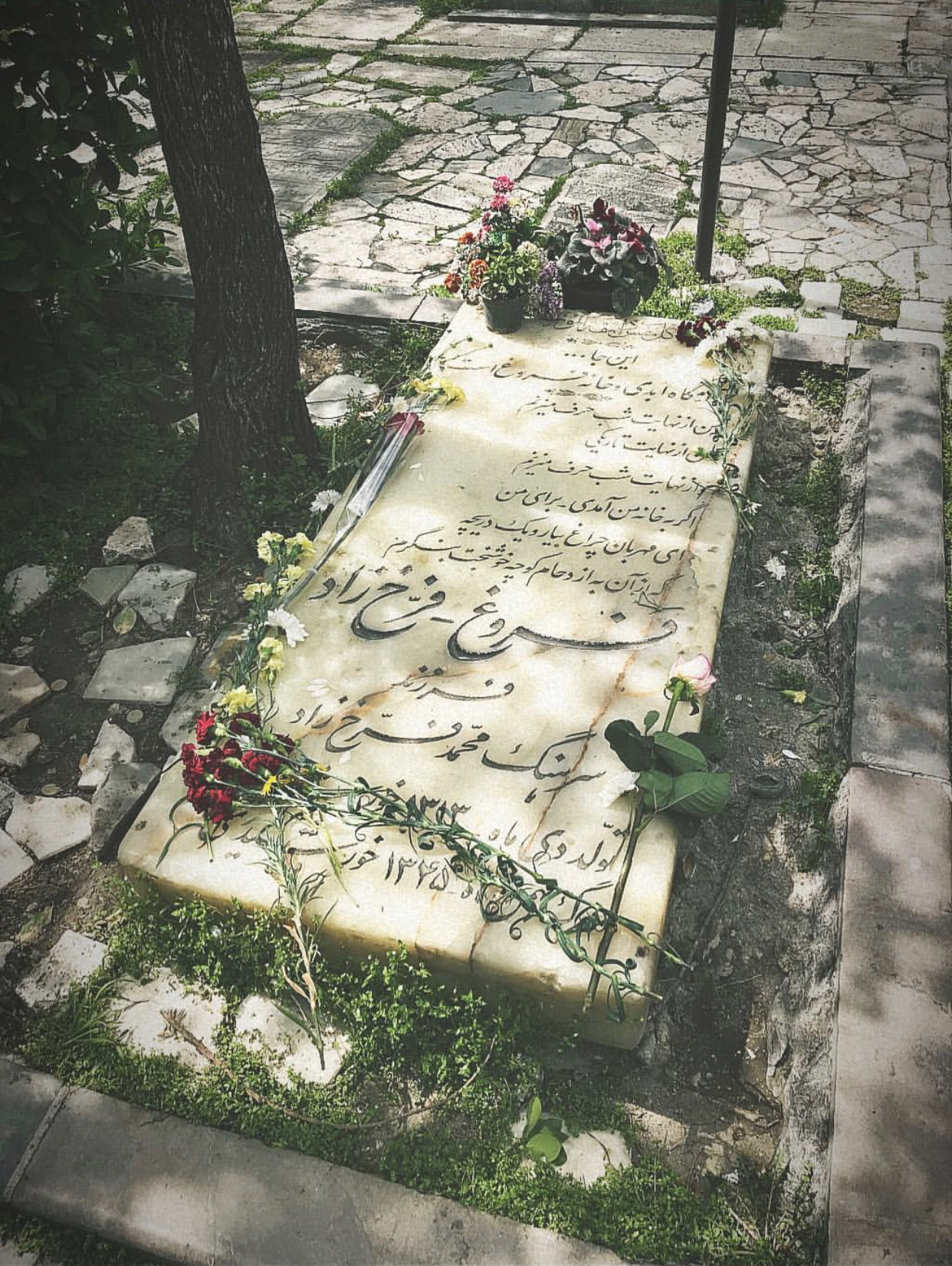
فروغ فرخزاد
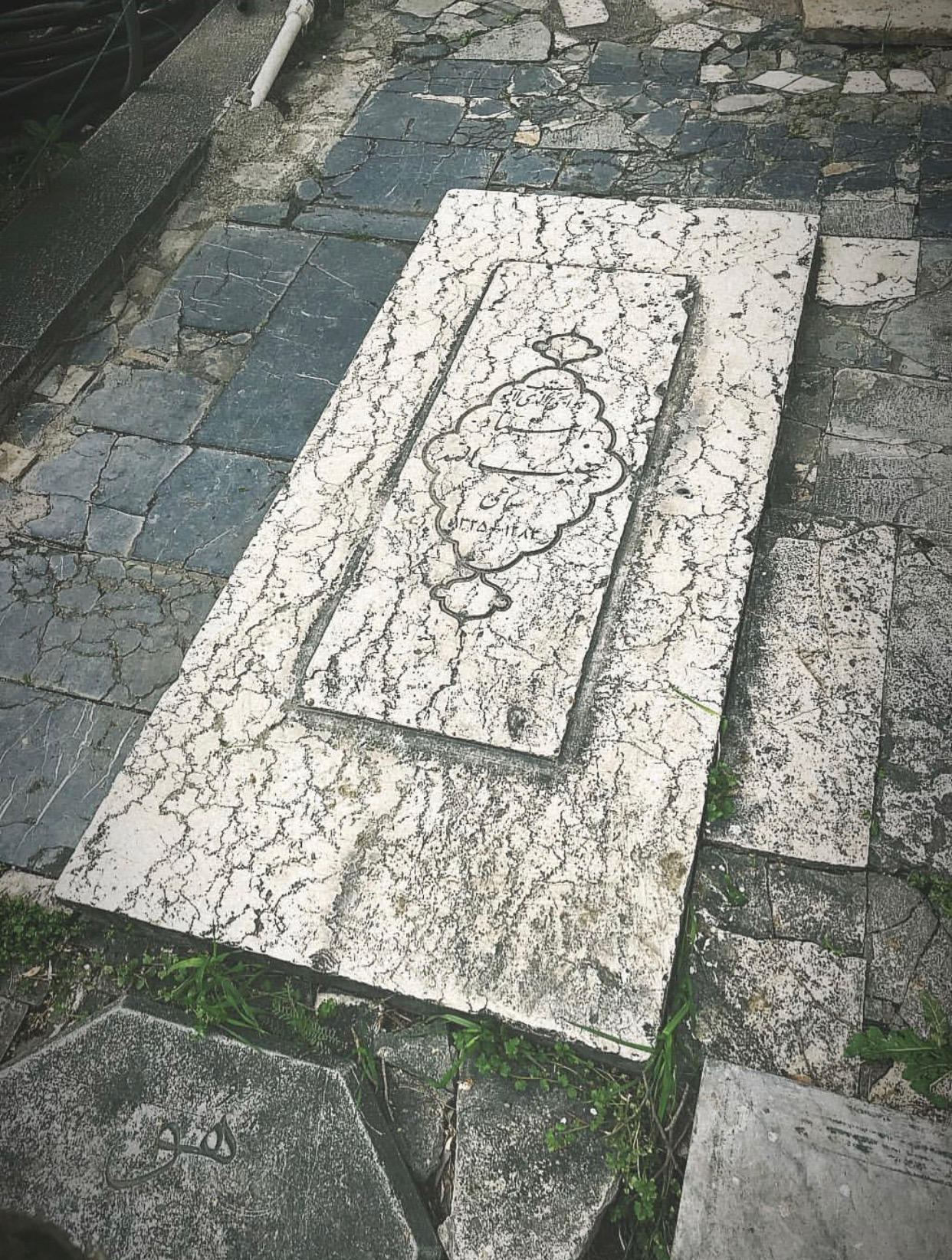
حبیب سماعی
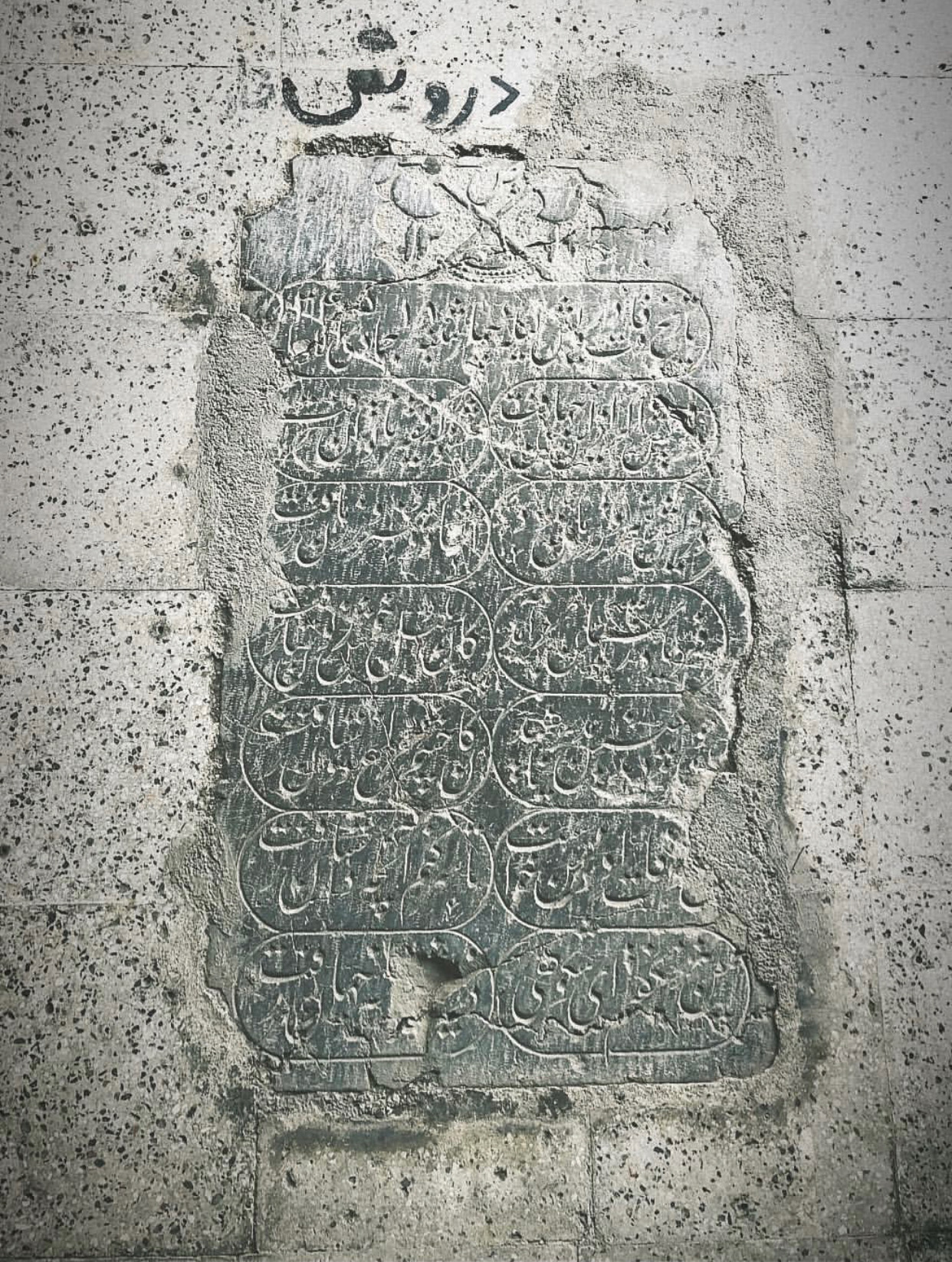
درویش خان

- ایرج‌میرزا
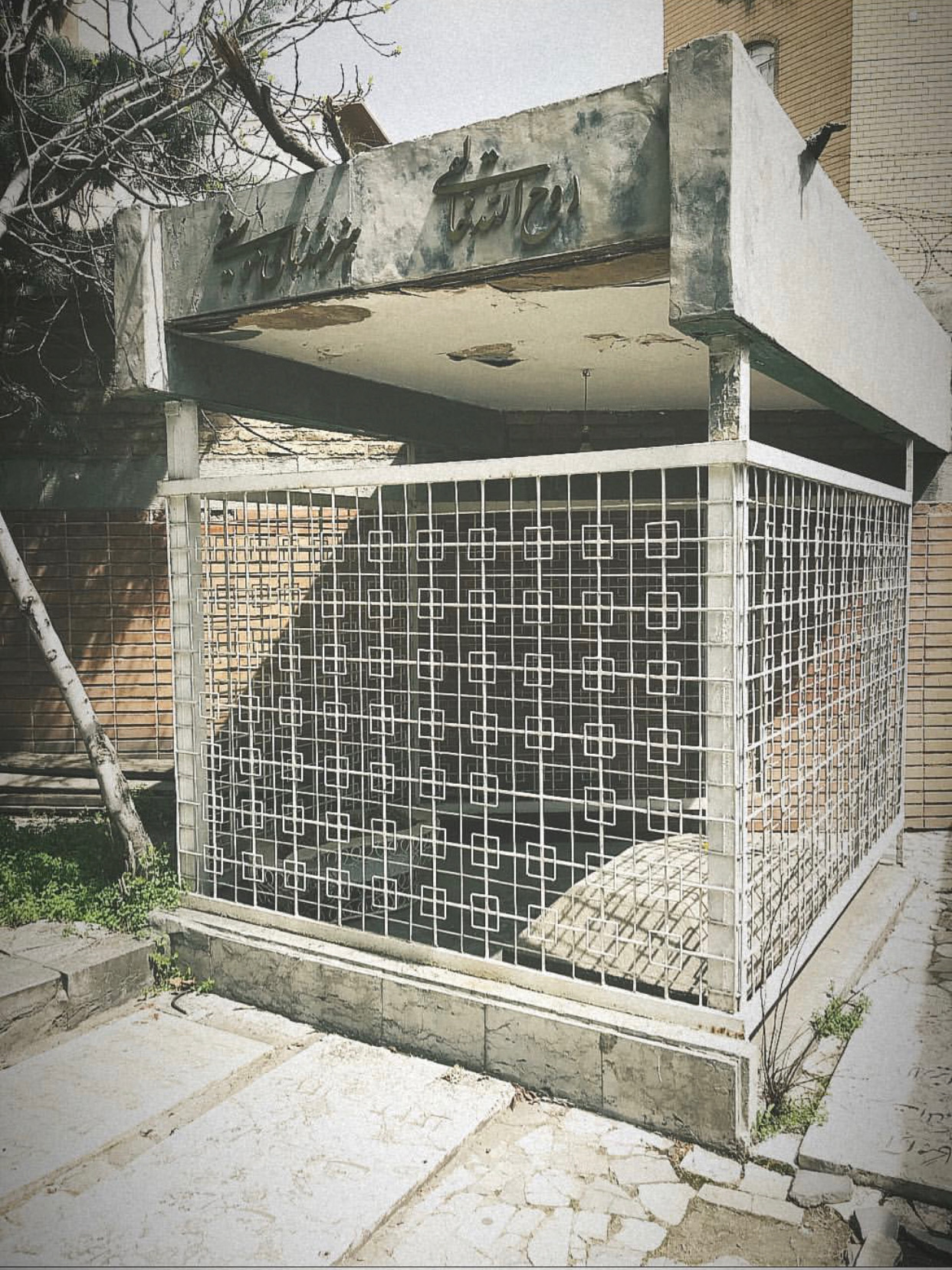
روح‌الله خالقی
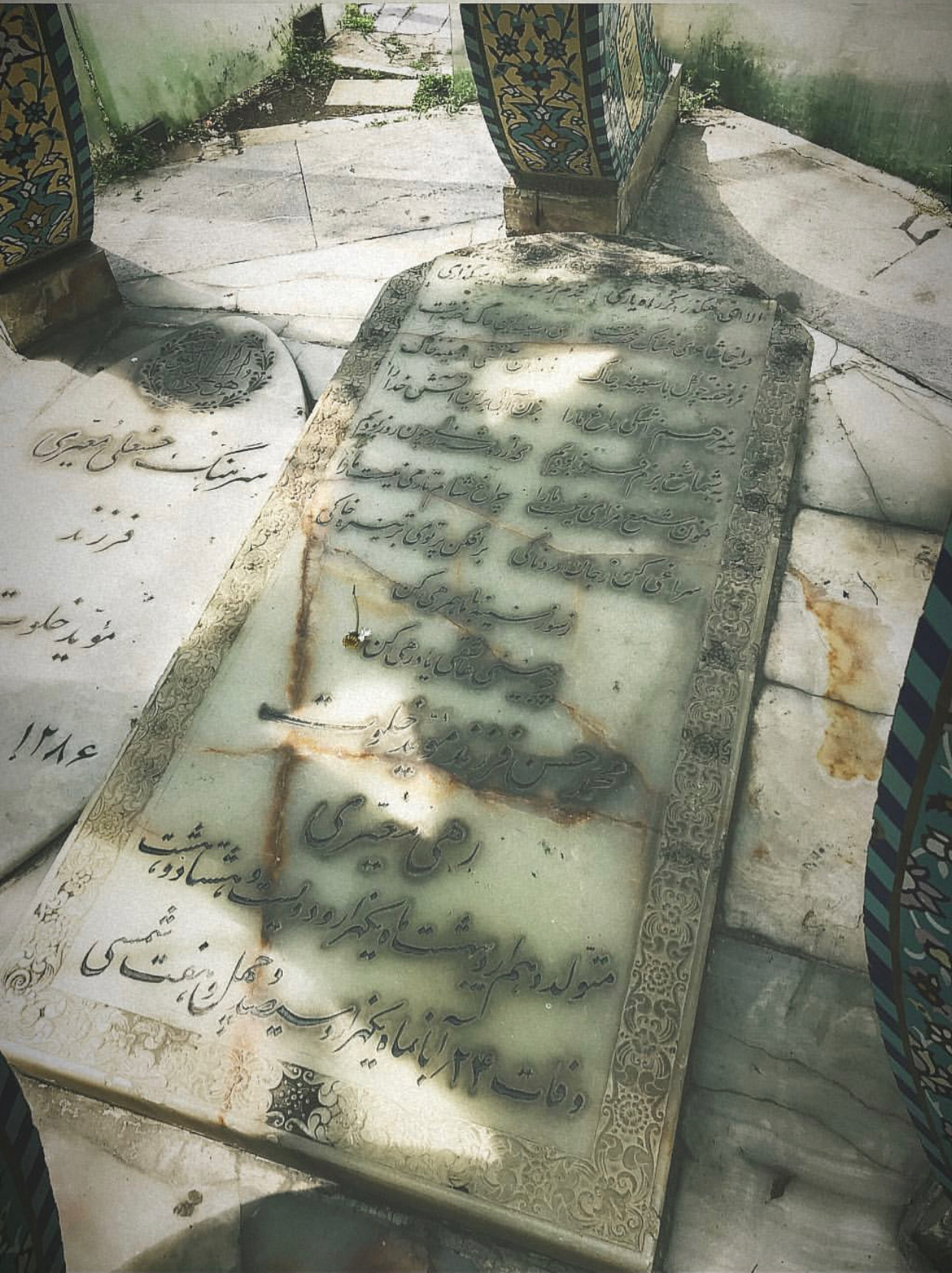
رهی معیری
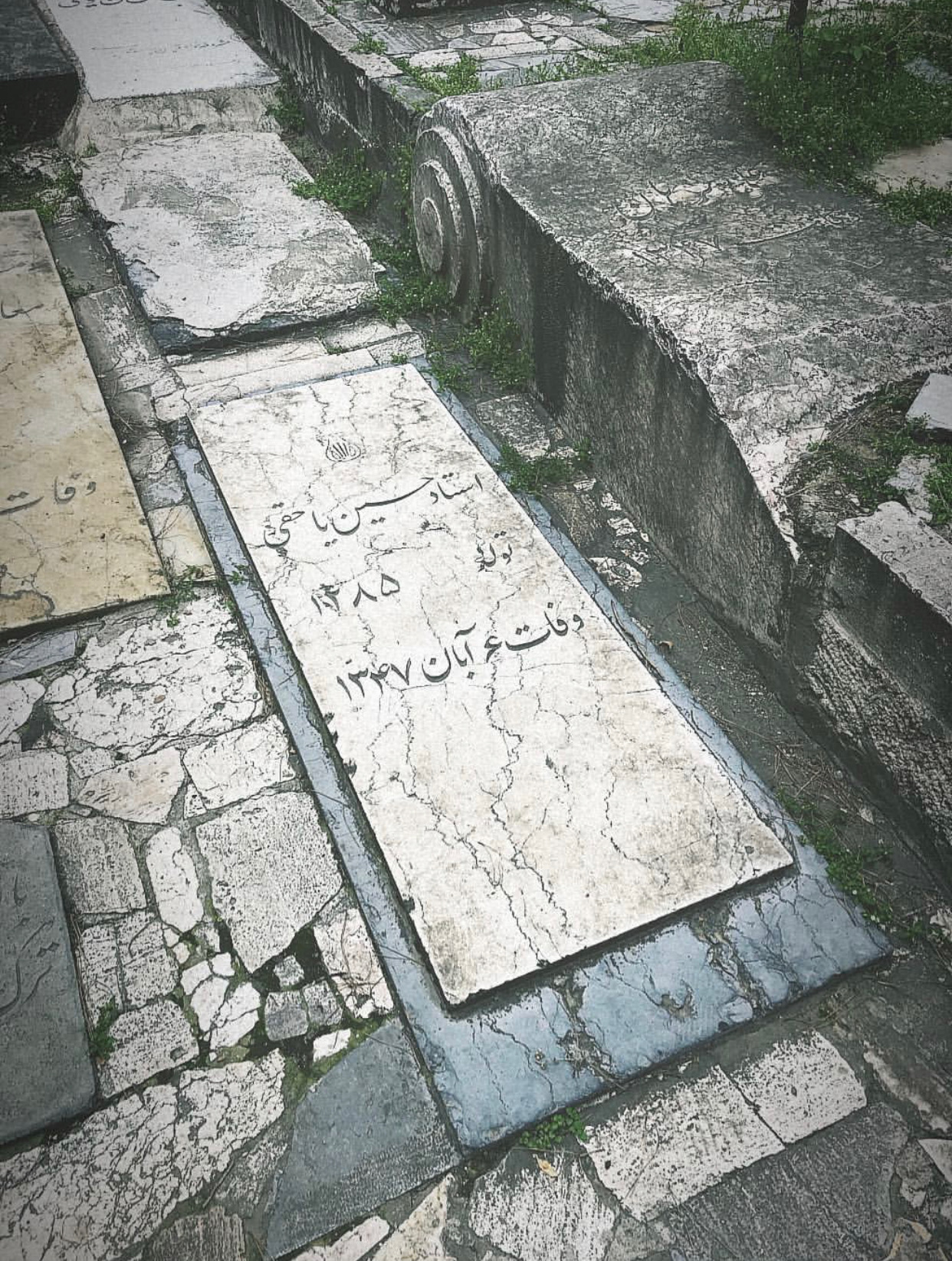
حسین یاحقی
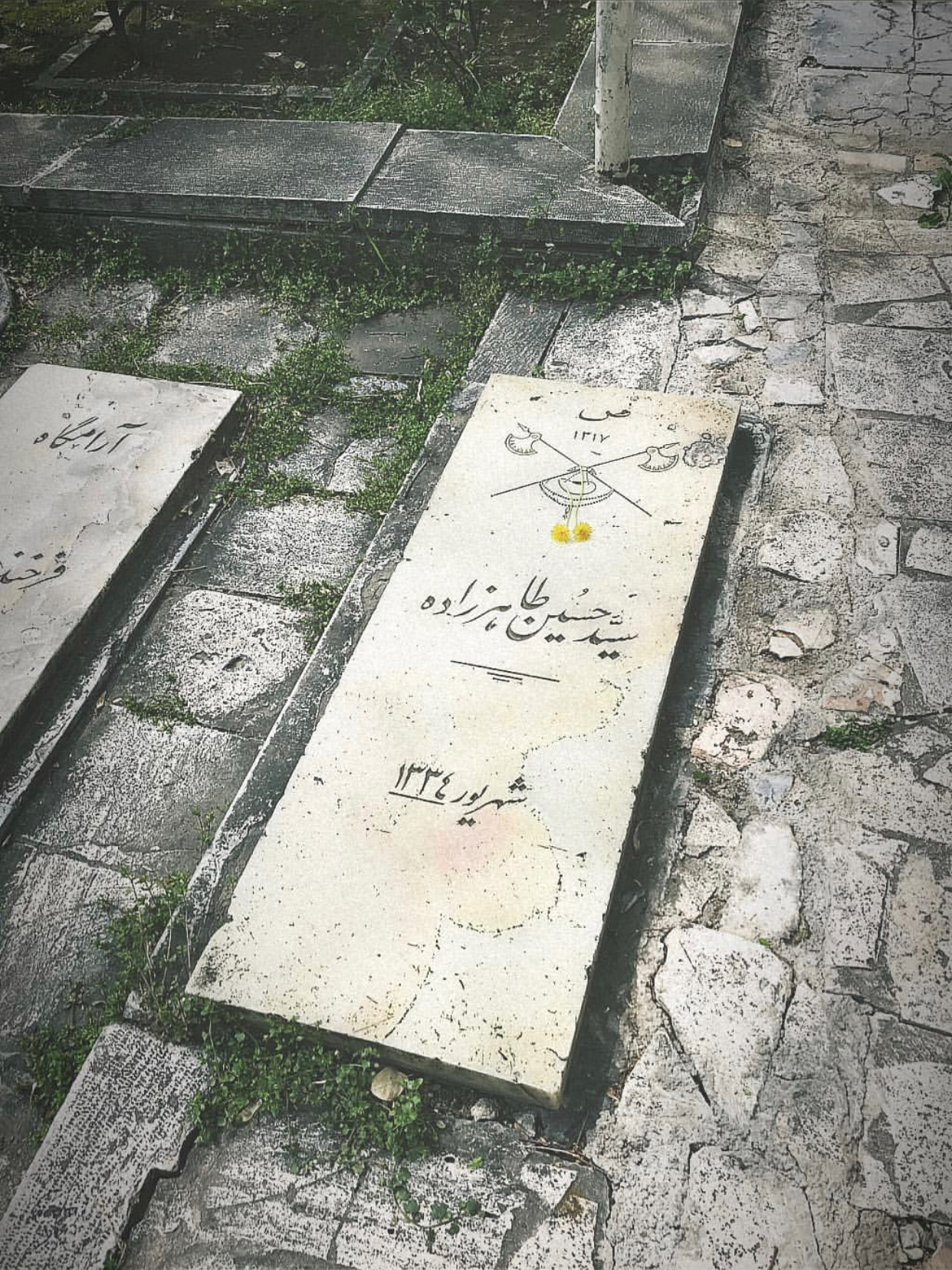
حسین طاهرزاده
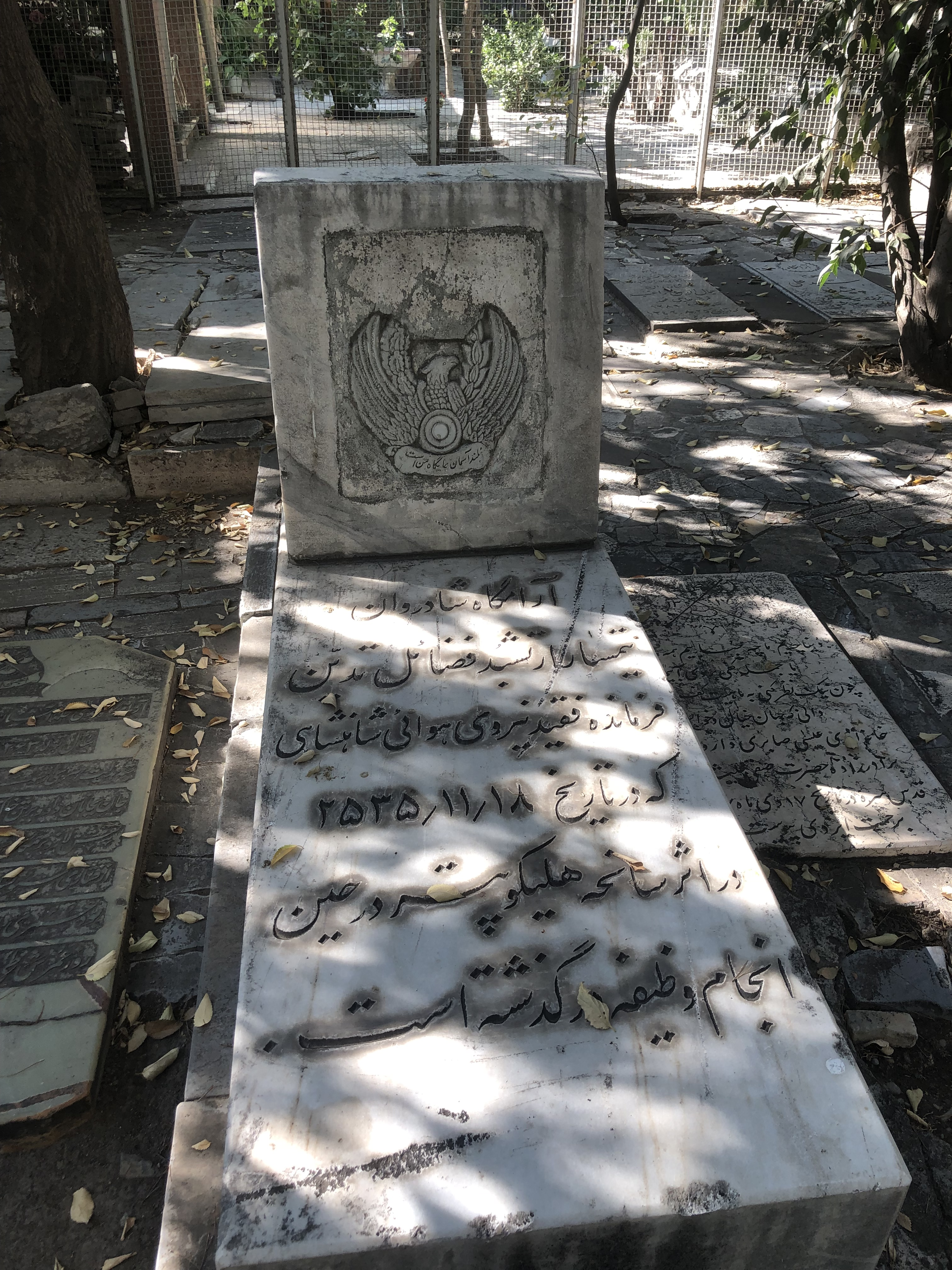
ارتشبد تدین

- قمرالملوک وزیری
- خیابان ظهیرالدوله